# Compsobuthus eritreaensis
Espèce
Compsobuthus eritreaensis est une espèce de scorpions de la famille des Buthidae.

## Distribution
Cette espèce est endémique d'Érythrée. Elle se rencontre vers Massaoua.

## Description
Le mâle holotype mesure 31,00 mm et la femelle paratype 40,69 mm.

## Étymologie
Son nom d'espèce, composé de eritrea et du suffixe latin -ensis, « qui vit dans, qui habite », lui a été donné en référence au lieu de sa découverte, l'Érythrée.

## Publication originale
- Kovařík, Lowe, Plíšková & Šťáhlavský, 2016 : « Scorpions of the Horn of Africa (Arachnida: Scorpiones). Part VI. Compsobuthus Vachon, 1949 (Buthidae), with a description of C. eritreaensis sp. n. » Euscorpius, no 226, p. 1-21 (texte intégral).